# Nyelvjáráskutatás Erdélyben
Nyelvjáráskutatás Erdélyben (1918-1989) A nyelvjáráskutatás a nyelvtudomány ama ága, mely a nyelv vízszintes, területi tagoltságát, egy-egy vidéken kialakult, a köznyelvtől többé-kevésbé eltérő változatát, a nyelvjárásokat tanulmányozza. Beletartoznak a nyelvatlasz munkálatai, a szakszógyűjtés, a helynévkutatás és a személynévkutatás, a népi mesterségek szókincsének szótározása, a nyelvjárási leírások, a nyelvjárási jelenségekről szóló cikkek, tanulmányok, monográfiák. A nemzetiségi lét viszonylatában a nyelvjárások, tájszólások ismerete egyben az önismeret ébrentartásának és elmélyítésének eszköze.

## Előzmények
Az erdélyi magyar nyelvjárások kutatásának történetét már a 16. században Geleji Katona István, a 17. században Mikolai Hegedüs János nyitja meg, és 1918-ig többek közt Erdélyi János, Baróti Szabó Dávid, Gyarmathi Sámuel, Döbrentei Gábor, Hunfalvy Pál, Kriza János, Viski Károly, Ősz János, Horger Antal folytatja. A számon tartott nyolc magyar nyelvjárásterület közül a csángó, a székely és a mezőségi kimondottan a mai Romániához kötődik, míg a Szatmár környéki, a bihari és kalotaszegi, valamint a bánsági nyelvjárásterületeknek csak egy része.

## A két világháború közt
A csángó nyelvjáráskutatás terén a két világháború között mindenekelőtt Csűry Bálint nevét kell megemlítenünk. Tanulmányai a moldvai csángó igealakokról, a székely és a csángó hanglejtésről és a moldvai csángó kicsinyítő képzőkről a Magyar Nyelvben (1927, 1930, 1932) jelent meg. Artturi Kannisto finn nyelvésszel közösen 1936-ban kiadta Helsinkiben a nyelvjáráskutató Wichmann György hagyatékát, a német bevezetéssel és magyarázatokkal ellátott Csángó Szótárat. Gazdagította a gyűjtést Gajcsánából származó adataival Szabó T. Attila, valamint Balogh Ödön, aki 1933 nyarán végzett gyűjtése eredményét, a Csügési szójegyzéket csak jóval később, 1947-ben tehette közzé az Erdélyi Múzeum hasábjain.

## A II. világháború után

### A moldvai csángó nyelvjárás
A II. világháború után, 1949 és 1962 között, a minden csángó településre kiterjedő nyelvföldrajzi gyűjtésből megszületett a nyelvjáráskutatás egyik legkiemelkedőbb vállalkozása, A moldvai csángó nyelvjárás atlasza. Bár csak 1991-ben jelenhetett meg Budapesten, az összegyűjtött hatalmas anyag számos nyelvjárási tanulmány, monográfia kidolgozását tette lehetővé. Ide tartoznak Gálffy Mózes tanulmányai a moldvai csángó nyelvjárás hangrendszeréről és mássalhangzó-rendszeréről (NyIrK, 1964), Murádin László közleményei a nyelvújítási szavak csángó megfelelőiről (Studia Universitatis Babeş-Bolyai. Phil. IV.); az ly hangról a moldvai csángók nyelvjárásában (NyIrK, 1965), Szabó T. Attila értekezései a csángó kicsinyítő-becéző képzőkről, a moldvai csángó csillagnevekről, Bura László tanulmánya az a-zásról stb. Különleges értékű Márton Gyula két monográfiája: A moldvai csángó nyelvjárás román kölcsönszavai (1972) és Igetövek, igei jelek és személyragok a moldvai csángó nyelvjárásban (1974).

### A székely nyelvjárás
A székely nyelvjárás kutatása a minden településre kiterjedő nyelvföldrajzi felméréssel indult 1954-ben. Bár a táji nyelvatlasz-sorozat máig sem került kiadásra, a megjelentetett mutatványlapok áttekintést nyújtanak a székely nyelvjárás tagolódásáról, s a feljegyzett kéziratos anyag alapot szolgáltatott számos részlettanulmány megírásához. Kiemelkedő Gálffy Mózes A háromszéki nyelvjárásváltozatok határa c. tanulmánya a Pais Dezső Emlékkönyvben (Budapest, 1956). A szaklapokban Vámszer Márta, Gálffy Mózes, Márton Gyula hangtani elemzésekkel szerepel, az ikes ragozás állapotát Murádin László vizsgálja. Jelentős eredményei vannak a tájszógyűjtésnek: Balogh Ödön Gyimesből, Szász Lőrinc Gyergyócsomafalváról, Márton Gyula Háromszékről, Murádin László Szépvízről, Bán Péter Székelymuzsnáról gyűjtött tájszavakat. Önálló kiadvány a Nemes Zoltánné-Gálffy Mózes-Márton Gyula-féle Torjai tájszójegyzék (Sepsiszentgyörgy, 1974). Az "iszánkodik, muzsda, gilicsezik, kokojza" szavakhoz Márton Gyula fűz tájszómagyarázatot. E kutatási korszak legjelentősebb kiadványa a Gálffy Mózes és Márton Gyula gyűjtötte és szerkesztette Székely nyelvföldrajzi szótár (Budapest, 1987) 900 fogalom nyelvjárási megfelelőivel.

### A mezőségi nyelvjárás
A mezőségi nyelvjárástípust a 20. század második felében számos leírás tette ismertté. A Felső-Maros és a Marosvásárhely vidéki, valamint a Kolozsvár környéki és aranyosszéki nyelvföldrajzi gyűjtés tette lehetővé a mezőségi nyelvjárásnak a székelységgel szomszédos keleti és Kalotaszeggel szomszédos nyugati elhatárolását. Gálffy Mózes Szind, Márton Gyula Ördöngösfüzes, Balassa Iván a kolozsvári Hóstát, Inczefi Géza Abafája és vidéke, Benkő Loránd a Nyárád mente, Vass Ilona Szépkenyerűszentmárton nyelvjárásáról nyújt népnyelvi adatokat a magyarországi szaksajtóban (Magyar Nyelv, Magyar Népnyelv). A NyIrK-ben Gálffy Mózes Magyaró, Murádin László Aranyosszék, Nagy Jenő a Beszterce-vidéki Sófalva nyelvjárásával foglalkozik; B. Kovács Júlia a domokosi nyelvjárásról a Studia Universitatis Babeş-Bolyaiban közöl adatokat. Murádin Lászlónak a mezőségi nyelvjárástípus egészét meghatározó hangtani elemzései közt a Miriszló nyelvjárásának magánhangzó-rendszere (NyIrK, 1991) c. a mezőségi típust képviselő Maros menti falu teljes hangrendszerét feldolgozza. Zsemlyei János külön monográfiát szentel a Kis-Szamos vidéki magyar tájszólás román kölcsönszavainak (1979). Bár területileg nem tartozik a mezőségi nyelvjáráshoz, mint belső-erdélyi típushoz idesorolható a fekete-körös-völgyi magyarság tájszólása is, jelenségeit több tanulmányban Márton Gyula (Studia Universitatis Babeş-Bolyai, NyIrK 1962/1) vizsgálja.

### Kalotaszegi nyelvjárás
Leggazdagabb nyelvjárási ismereteink a Kalotaszegről vannak. A tanulmányok egy része az 1942-44 között végzett, Szabó T. Attila irányította nyelvföldrajzi gyűjtés anyagából merít: Péntek János körösfői, Szabó T. Attila bábonyi, Gálffy Mózes magyarbikali hangtani és alaktani magyarázatai; Szabó Zoltán munkája a kalotaszegi nyelvjárás igeképző (1965), Vámszer Mártáé e nyelvjárás igeragozási rendszeréről (1972), Lakó Eleméré magánhangzó-rendszeréről (1974). Már-már tájnyelvi szótárszámba menő Gálffy Mózes és Márton Gyula Tájszók Kalotaszegről és környékéről (Kolozsvár, 1985) c. szókincs-gyűjteménye.

### A Szilágyság nyelvjárása
A Szilágyság nyelvjárását Márton Gyula vizsgálta. Miután a Magyar Népnyelvben feldolgozta szülőfaluja, Nagymon nyelvjárásának igetöveit és igealakjait, valamennyi szilágysági településre kiterjedő nyelvföldrajzi gyűjtést végzett. E gyűjtés mutatványlapjai (NyIrK, 1976/1) lehetővé teszik a Szilágyság területén kanyargó tiszai, ill. Magyarország felől nézve északkeleti nyelvjárástípus határvonalának pontos megrajzolását. Szatmár vidékéről tájszavakat Bura László közölt (NyIrK, 1968/1; 1973/1), Teiszler Pál pedig a Nagykároly környéki elmagyarosodott svábok tájszólását vizsgálta. Miután több közleményt jelentetett meg szülőfaluja, Mezőfény nyelvjárásáról, megírta e tárgykörben doktori értekezését A Nagykároly környéki magyar nyelvjárás magánhangzó-rendszere (1973) címmel.

### A bihari nyelvjárás
A bihari nyelvjárás szemléltetésére Csák László bélfenyéri és Kósa Ferenc nagyszalontai adatközléseit említhetjük a NyIrK (1960/3-4; 1965/1 és 1967/1) hasábjain.

### A bánsági nyelvjárásszigetek
A telepítések következtében nem egységes bánsági nyelvjárásszigetek tájszólásaival Vöő István foglalkozott, feltérképezte ezek tájszólásait, s miután megjelentette a bánsági tájszavakat (NyIrK 1958; 1975/2; 1976/1), e gyűjtés anyagából írta meg A bánsági magyar nyelvjárások magánhangzórendszere (1975) c. monográfiáját.

## Összefoglalás
Az egész romániai magyar nyelvjárásterületet átfogó általános nyelvatlasz anyaga lehetővé tette egy-egy nyelvjárási jelenség valamennyi tájegységre vonatkozó bemutatását. Ennek alapján kerített sort a gyűjtő, Murádin László – általában a NyIrK hasábjain – a nyelvjárások egészére vonatkozó jelenségtanulmányok megírására a hangtan és alaktan köréből, elemezve az í-zés állapotát, a -ni, -nitt, -nul és -nül határozórag-csoport funkcióját és elterjedettségét, a -nók, -nők igerag használatának nyelvjárási hátterét, a -suk, -sük ragozás nyelvjárási állapotát. Ezekben a tanulmányokban nagy szerepet kap a nyelvjárási szókincs, így a muskátli, burgonya, kukorica elnevezése, az ekés földművelés, a rétgazdálkodás, a népi gyermekjátékok terminológiája, a rovarnevek, növény- és virágnevek, az állathívogatás és -űzés, az állathangutánzó igék változatossága. A romániai magyar nyelvterület egészére vonatkozik Márton Gyula, Péntek János, Vöő István nagyszabású jövevényszó-monográfiája: A magyar nyelvjárások román kölcsönszavai (1977).